# Rio Baci
O Rio Baci é um rio da Romênia afluente do rio Someş, localizado no distrito de Maramureş.